# 추이적 관계
수학에서 집합 {\displaystyle X} 상의 임의의 세 원소 a, b, c에 대하여 정의된 이항관계 {\displaystyle R}이 추이적 관계(推移的關係, 영어: transitive relation)라 함은 {\displaystyle aRb}이고 {\displaystyle bRc}이면 {\displaystyle aRc}를 만족한다는 뜻이다. 수학적으로 다시 쓰면 다음과 같다.
{\displaystyle \forall a,b,c\in X,aRb\land bRc\Rightarrow aRc}

## 예제
실수 a, b, c에 대하여 다음이 성립한다.
- {\displaystyle a<b}이고 {\displaystyle b<c}이면 {\displaystyle a<c}
- {\displaystyle a\leq b}이고 {\displaystyle b\leq c}이면 {\displaystyle a\leq c}
- {\displaystyle a=b}이고 {\displaystyle b=c}이면 {\displaystyle a=c}

집합 A, B, C에 대하여 다음이 성립한다.
- {\displaystyle A\subseteq B}이고 {\displaystyle B\subseteq C}이면 {\displaystyle A\subseteq C}
- {\displaystyle A=B}이고 {\displaystyle B=C}이면 {\displaystyle A=C}

## 같이 보기
- 반사관계
- 대칭관계
- 반대칭관계